# NHL 18
NHL 18 è un videogioco di hockey su ghiaccio distribuito da EA Canada e pubblicato da EA Sports. Il titolo è stato pubblicato il 15 settembre 2017 per PlayStation 4 e Xbox One. Il gioco il 27 capitolo della serie NHL.

## Modalità di gioco
Sono presenti diverse nuove funzionalità, messe in evidenza dalla nuovissima modalità NHL Threes, che imita le regole straordinarie dell'NHL con l'hockey 3 vs 3. La modalità presenta una pista più piccola e persino un annunciatore diverso in quanto offre un aspetto più arcade rispetto all'hockey normale. QUesta modalità è presente anche online. Le mascotte dei team NHL sono anche giocabili in questa modalità. 
NHL 18 dispone anche di nuove tecniche difensive, che consentono ai giocatori una maggiore libertà nel modo in cui giocano la difesa, essendo in grado di bersagliare manualmente il proprio bastone per controllare il disco lontano dagli avversari o dai passaggi di blocco. Inoltre, sono state aggiunte nuove mosse di deke, offrendo ai giocatori maggiori opportunità di creare vistose possibilità di segnare. L'intelligenza artificiale del computer è stata aggiornata per essere in grado di eseguire giochi più complessi.
Hockey Ultimate Team presenta anche nuove sfide HUT, che offrono ai giocatori alcune sfide da completare entro tre periodi di 2 minuti, contro l'IA di varie difficoltà, per i premi in-game.